# Бурневіль-Сент-Круа
Бурневіль-Сент-Круа (фр. Bourneville-Sainte-Croix) — муніципалітет у Франції, у регіоні Верхня Нормандія, департамент Ер. Бурневіль-Сент-Круа утворено 1 січня 2016 року шляхом злиття муніципалітетів Бурневіль i Сент-Круа-сюр-Езьє. Адміністративним центром муніципалітету є Бурневіль. Населення — 1343 особи (01.01.2021).